# Мальдивский лари
Лари, ларин (мальд.  ލާރި) — разменная монета государства Мальдивы, 1/100 мальдивской руфии. В обращении находятся монеты 50, 25, 10, 5, 2 и 1 лари, изготовленные из меди и медно-никелевого сплава.

## История

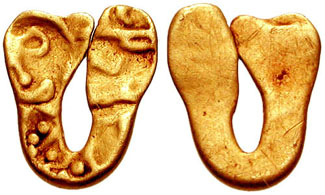
Персидский ларин XVI—XVII века

Название мальдивского лари происходит от средневекового ларина, имевшего хождение в XVI—XVII веках на Аравийском полуострове, в Персидском и Бенгальском заливах, на о. Цейлон и на других островах Индийского океана. Считается, что ларин впервые появился в персидском городе Лара. Ларин представлял собой кусок серебряной проволоки длиной около 10 см, диаметром около 2 мм и весом 4,5—5 г, изогнутый в форме рыболовецкого крючка (буквой C, J или S) и содержащий на себе отчеканенные изречения из Корана и имена правителей.
Первые монеты достоинством 50, 20, 10, 5, 2 и 1 лари были отчеканены в 1960 году, начиная с 1980-х годов самые мелкие монеты начали изыматься, однако они имеют хождение до сих пор.

## Описание
| Изображение | Номинал | Форма и цвет                                       | Изображение на аверсе                              | Изображение на реверсе |
| ----------- | ------- | -------------------------------------------------- | -------------------------------------------------- | ---------------------- |
|             | 1 лари  | круг, металлический                                | кокосовая пальма                                   |                        |
|             | 2 лари  | круг, металлический                                | государственная эмблема Мальдив — пальма с флагами |                        |
|             | 5 лари  | восьмиугольный волнообразный контур, металлический | рыба тунец                                         |                        |
|             | 10 лари | десятиугольный волнообразный контур, металлический | традиционное мальдивское судно «оди»               |                        |
|             | 25 лари | круг, бронзовый                                    | минарет                                            |                        |
|             | 50 лари | круг, бронзовый                                    | черепаха                                           |                        |